# Apanteles samedovi
Apanteles samedovi är en stekelart som beskrevs av Abdinbekova 1969. Apanteles samedovi ingår i släktet Apanteles och familjen bracksteklar. Inga underarter finns listade i Catalogue of Life.